# Alphacrambus prodontellus
Alphacrambus prodontellus là một loài bướm đêm trong họ Crambidae.